# Avalon Wasteneys
Avalon Wasteneys (Toronto, 31 de agosto de 1997) é uma remadora canadense, campeã olímpica.

## Carreira
Wasteneys conquistou a medalha de ouro nos Jogos Olímpicos de Verão de 2020 em Tóquio com a equipe do Canadá no oito com feminino, ao lado de Susanne Grainger, Kasia Gruchalla-Wesierski, Madison Mailey, Sydney Payne, Andrea Proske, Lisa Roman, Christine Roper e Kristen Kit, com o tempo de 5:59.13. Nos Jogos Olímpicos de Verão de 2024, em Paris, conquistou a medalha de prata também na competição de oito com feminino, ao lado de Gruchalla-Wesierski, Payne, Wasteneys, Kit Abigail Dent, Caileigh Filmer, Maya Meschkuleit, Jessica Sevick e Kristina Walker, com o tempo de 5:58.84.